# Dicerorhinus sumatrensis lasiotis
Dicerorhinus sumatrensis lasiotis (лат.) — вымерший подвид суматранского носорога. Обитал в Индии и Бангладеш. По неподтверждённым данным небольшая популяция до сих пор существует в Мьянме, однако политическая ситуация в стране не позволяет это проверить.

## Таксономия
Название подвида lasiotis происходит от греческих слов «волосатые уши». Более поздние исследования показали, что волосы на ушах северных суматранских носорогов не длиннее, чем у других подвидов. Тем не менее, он остался отдельным подвидом из-за своих более крупных размеров и более крупных рогов.

## Внешний вид и строение
Dicerorhinus sumatrensis lasiotis — самый крупный подвид суматранского носорога. Он имел более длинные волосы на ушах и более длинные рога. Однако у него могло быть меньше волос на теле, чем у Dicerorhinus sumatrensis sumatrensis.

## Распространение и среда обитания
Северный суматранский носорог жил в тропических лесах, болотах, туманных лесах, джунглях и на лугах. Он обитал в холмистых районах, вблизи рек и в горах.
Dicerorhinus sumatrensis lasiotis был самым распространённым из суматранских носорогов. Он обитал от Индокитайского полуострова до востока Индии, восточной части Гималаев от Бутана и Бангладеш, до Внутренней Монголии на севере Китая. Dicerorhinus sumatrensis lasiotis был объявлен вымершим в Индии, Бангладеш, Китае и других странах в 1920-х годах, и ещё раз в 1997 году на северо-востоке Индии, хотя утверждается, что он сохранился в заповеднике дикой природы Таманти в Мьянме. Хотя вид был объявлен вымершим в Мьянме в 1980-х годах, несколько раз недавно сообщалось о встречах с ними. По неподтверждённым данным небольшая популяция до сих пор существует в Мьянме, однако политическая ситуация в стране не позволяет это проверить. Возможно также, что эти носороги по-прежнему живут в национальном парке Таман-Негара в Западной Малайзии, хотя это весьма сомнительно.

## Dicerorhinus sumatrensis lasiotisв неволе

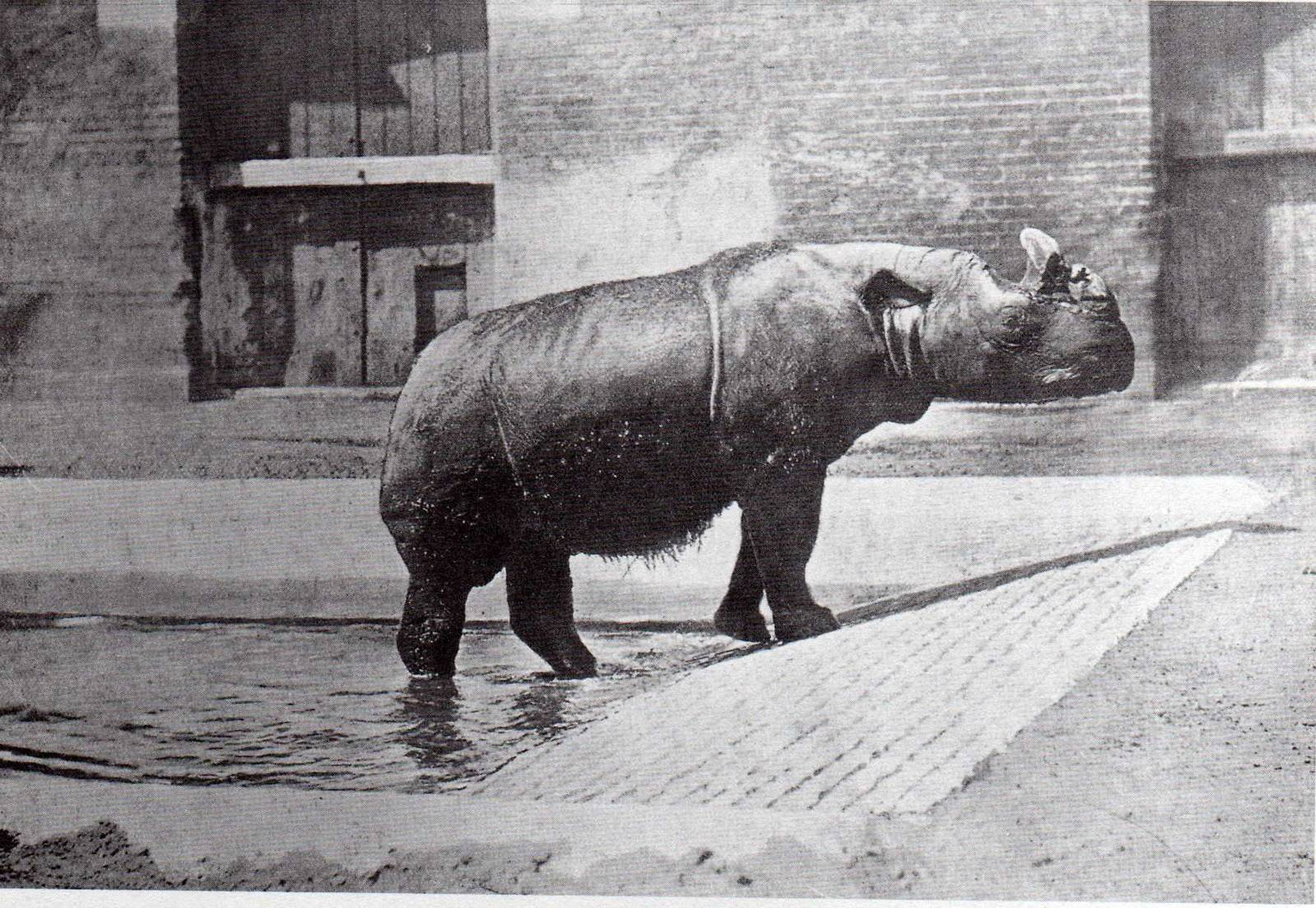
Самка Dicerorhinus sumatrensis lasiotis по кличке «Begum», прожившая в Лондонском зоопарке с 15 февраля 1872 года по 31 августа 1900 года

Dicerorhinus sumatrensis lasiotis, как и другие два подвида суматранского носорога, не живут за пределами своей экосистемы и плохо размножаются в неволе. За всю историю в неволе родился только один детёныш этого подвида в Зоологическом саду Alipore (Индия) в 1889 году. В 1872 году Лондонский зоопарк приобрел самца и самку, которые были пойманы в Читтагонге в 1868 году. Самка по кличке «Begum» дожила до 1900 года, рекордный срок жизни для этих носорогов в неволе. Она была одной из, по крайней мере, семи экземпляров особей данного подвида, которые содержались в зоопарках и цирках.